# 费蒂斯公学
费蒂斯公学是苏格兰爱丁堡的一所私立男女同校的独立学校，其三分之二的学生在校园里寄宿。该校原本是一个男子寄宿学校，1983年改为男女同校。1978年学院有一个9洞高尔夫球场， 一个溜冰场，在冬季用于冰球，在夏季作为一个室外游泳池，一个越野跑道和一个300英亩的步枪射击场。费蒂斯有时被称为公学，虽然这个术语传统上在苏格兰用于公立学校。该校由威廉·费蒂斯爵士创立于1870年，在1970年开始接纳女孩。它遵循英格兰教育制度而不是苏格兰教育制度，有九座宿舍。主楼由大卫·布莱斯设计。

## 历史
为了永久纪念1815年去世的独生子，爱丁堡前市长大人、富有的城市商人威廉姆·斐特思爵士（Sir William Fettes, 1750-1836年）遗赠了当时数额非常巨大的16.6万英镑，用于贫困儿童和孤儿的教育。
在他死后，遗赠被投资，积累的钱被用来购买350英亩的土地，建造学校的主要建筑，并在1870年创建了这所学校。斐特思学院开学时有53名学生（其中40名是基金会奖学金获得者，另外11名是寄宿学生和两名走读生）。大火之后，1890年重建了游泳池，1897年重建了化学实验室。板球馆于1906年建成。
1914年夏天学校在巴里的夏令营被迫取消，指挥官和副官都被征召入伍参加第一次世界大战。当时斐特思公学接的2000名校友中，有1094人被征召入伍，246人死于战争。由Birnie Rhind设计并刻有“继续”字样的战争纪念碑于1921年由少将William Macpherson爵士在学校操场揭幕。中央供暖系统于1920年首次引入主楼，电灯于1924年首次引入学校。
1939年10月，在第二次世界大战初期，一架德国Junkers Ju 88飞机从学校操场上空低空飞过，准备轰炸罗赛斯造船厂，这是学校第一次经历战争。Kimmerghame住宅被征用作为弗农号（HMS Vernon）矿山研究单位的一部分。在第二次世界大战中，学校共有118名学生丧生。20世纪40年代中期，圣卡斯伯特合作社的送奶员肖恩·康纳利每天早上给学校送牛奶。
学校教堂在1948年增加了一个圣坛和一个画廊。1954年，一所新的学校跑道启用，促进了学校的体育运动蓬勃发展，1955年，女王和爱丁堡公爵访问了这所学校。
在20世纪60年代初，学校被要求出售18英亩的土地来保证特尔福德公学（Telford College）的建设，并出售14英亩土地作为Lothian and Borders警察的新总部。在1965年的一次公开听证后，斐特思公学还被迫出售了15英亩的土地，以便重建布劳顿高中 （Broughton High School）。一个新的学校餐厅在1966年启用，一个新的学校图书馆在1970年启用。1970年，女王的母亲还开办了一所新的科学学校。
直到1970年女学生第一次被录取进入final year，斐特思公学还是一所男校。1983年，斐特思完全男女同校。在1988年，学校以300万英镑的价格将13英亩的土地卖给了McCarthy & Stone公司作为住宅用地：这些收益被学校用来翻新男生宿舍。
上世纪90年代末，斐特思公学在学业上表现尤为出色：1998年，斐特思公学在《每日电讯报》（Daily Telegraph）英国学校排行榜上名列第四。1999年，斐特思在《星期日泰晤士报》评选的英国私立男女混合学校排行榜中名列第五。2001年，斐特思被《星期日泰晤士报》评为“苏格兰年度学校”。
2009年3月，斐特思公学在Murrayfield体育馆第一次捧起了苏格兰学校U18橄榄球冠军奖杯，2009年4月女王陛下教育检查员（HMIE）发表了一份对斐特思公学的评估报告，在4个学校评价质量指标中，斐特思公学获得了4个“优秀”和1个“很好”。
据说斐特思“拥有一副热情奔放、酷爱英式橄榄球的苏格兰人形象”。一些记者把斐特思形容为“北方的伊顿”。

## 课程
斐特思公学遵循的是英国的教育体系，而不是苏格兰的教育体系。学生们选择GCSEs而不是苏格兰标准成绩，现在学生们可以在A Level课程和新的IB课程之间进行选择，但不能参加苏格兰考试。斐特思公学的生活充满了各种体育运动，如橄榄球、曲棍球、板球、高尔夫、网球，壁球，晚上学生可以参加各种俱乐部和社团，像水下运动、射击、柔道、击剑、联合军训，辩论社团，戏剧，国际象棋，战争游戏，铁路模型，音乐社团，经典舞蹈俱乐部，宿舍学习等。
斐特思公学是苏格兰仅有的3所IB认证学校之一。

## 学生宿舍
目前有九栋学生公寓：4栋男生公寓，4栋女生公寓，1栋男女混住公寓。这些公寓是以第一任受托人的财产命名的。男生公寓是位于东斐特思大道至卡灵顿路的大型历史建筑；其中两栋女生公寓位于学校主建筑的上层，第三栋是位于校区东部的一栋现代建筑，第四栋女生公寓位于校区西部，于2012年9月完工。新公寓的建造是为了减轻三个女生公寓的压力，这三个女生公寓比四个男生公寓能容纳更多的学生。高中部的寄宿楼于2007年9月投入使用，专为在费特中学就读最后一年的男生和女生提供住宿。

#### 男生公寓
- Carrington （1872–至今）
- Glencorse （1873–至今）
- Kimmerghame （1920–至今）
- Moredun （1870–至今）

#### 女生公寓
- Arniston （1983–至今）
- College East （1984–至今）
- College West （1984–至今）
- Dalmeny （2012–至今）

#### 男女混合公寓
- Craigleith （2007–至今）

#### 公寓历史
- 1873年，Dalmeny更名为Carrington。
- Inverleith是预科学校的前身，现在是一个独立学校。
- Dalmeny是20世纪80年代西翼一楼女子公寓的名字。
- Kimmerghame是1884年至1895年间的一家小公寓的名字。
- Craigleith是一个在2007年投入使用的混合高中住宿生公寓。

## 建筑

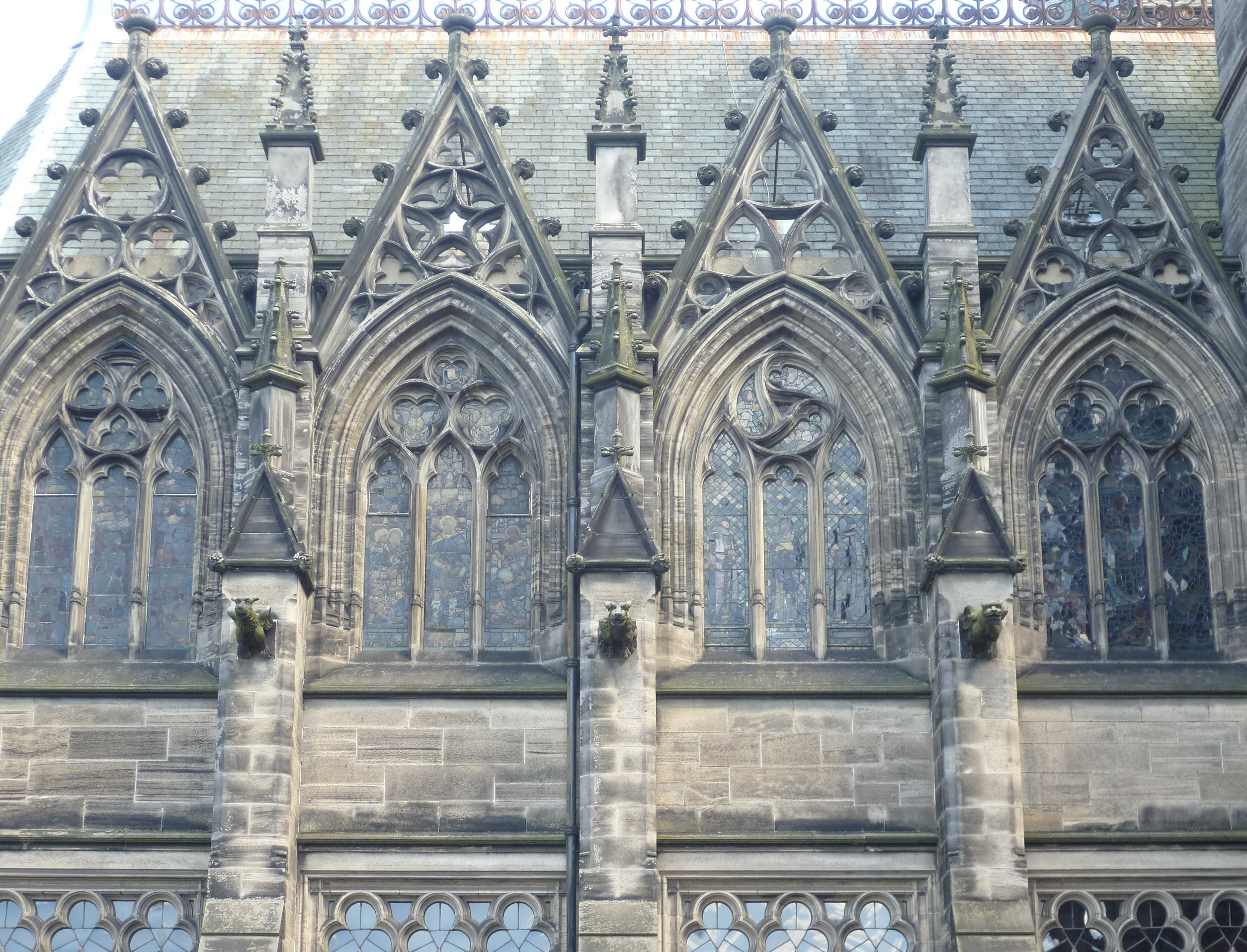
斐特思公学教堂

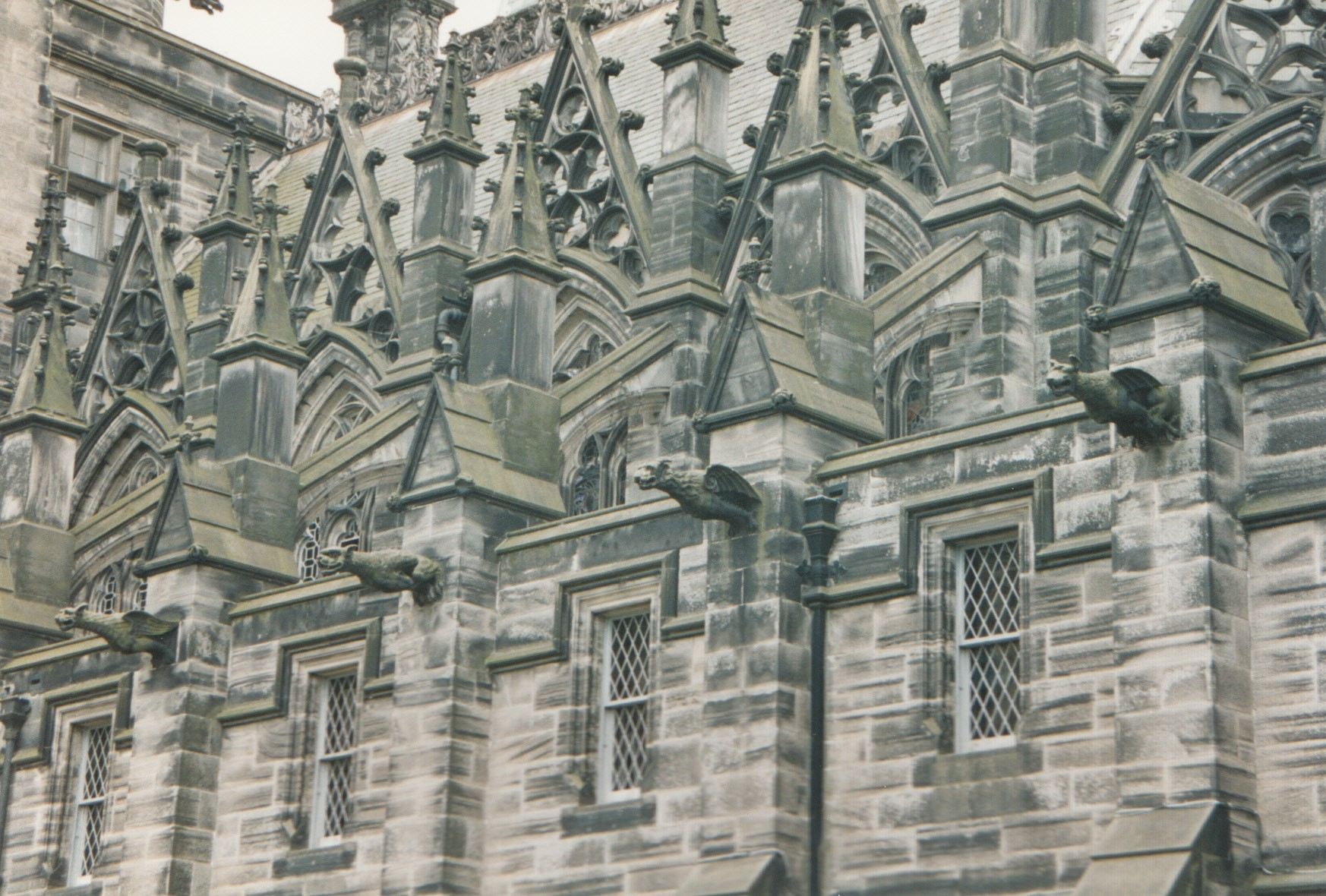
由David Bryce设计的斐特思公学教堂

学院的主楼由大卫·布莱斯（David Bryce）设计（建于1863年9月），融合了卢瓦尔城堡的设计和19世纪苏格兰Baronial建筑风格的元素。根据学校的网站，建筑风格和周边环境的结合让一位现代建筑专家称赞它是“不可否认的苏格兰最伟大的建筑之一”

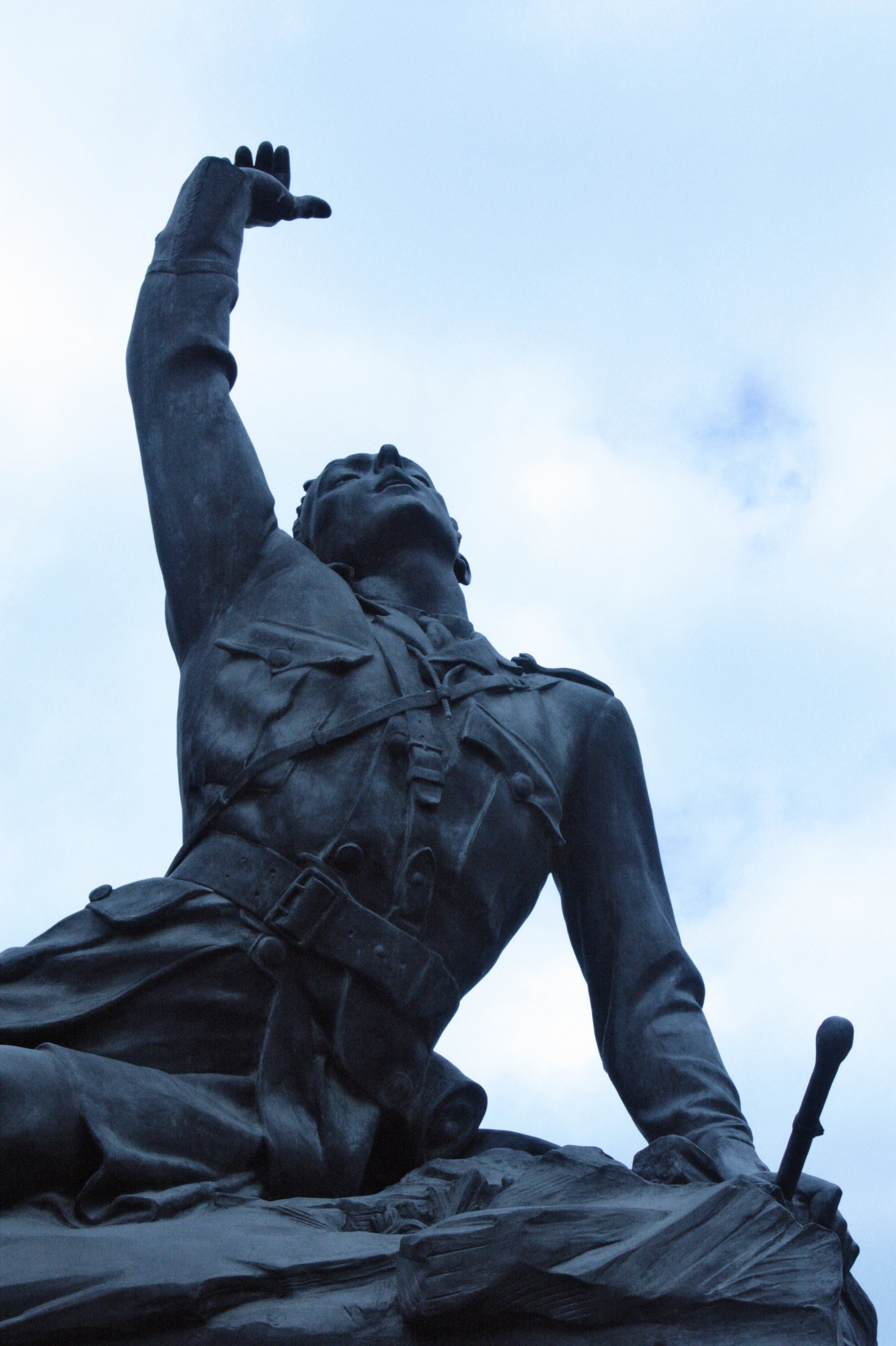
斐特思公学战争纪念碑

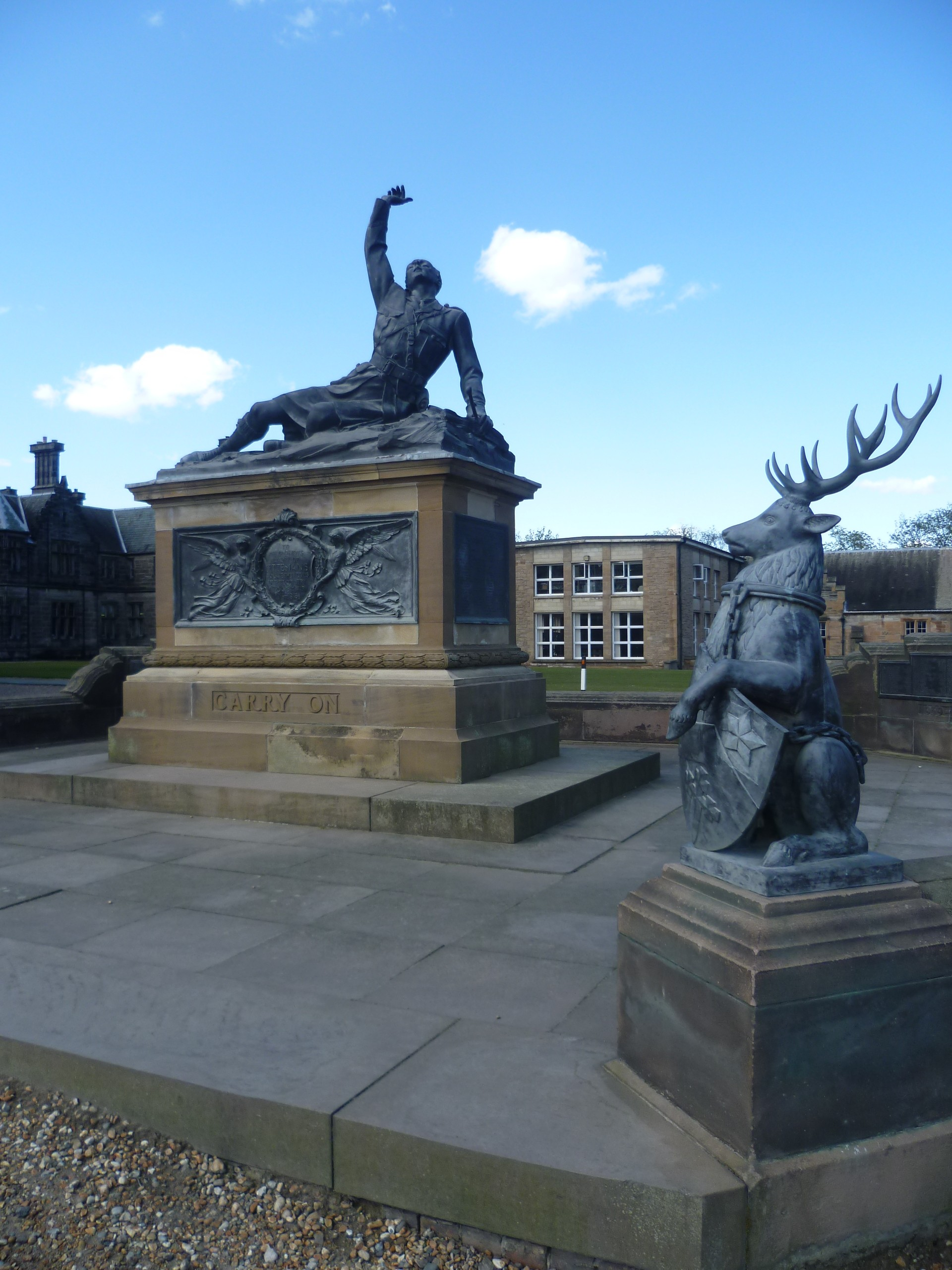
斐特思公学战争雕塑

战争纪念碑，一个倒下的军官告诉他的士兵“继续”的青铜雕像是由Birnie Rhind在1919年创作的。

## 纹章

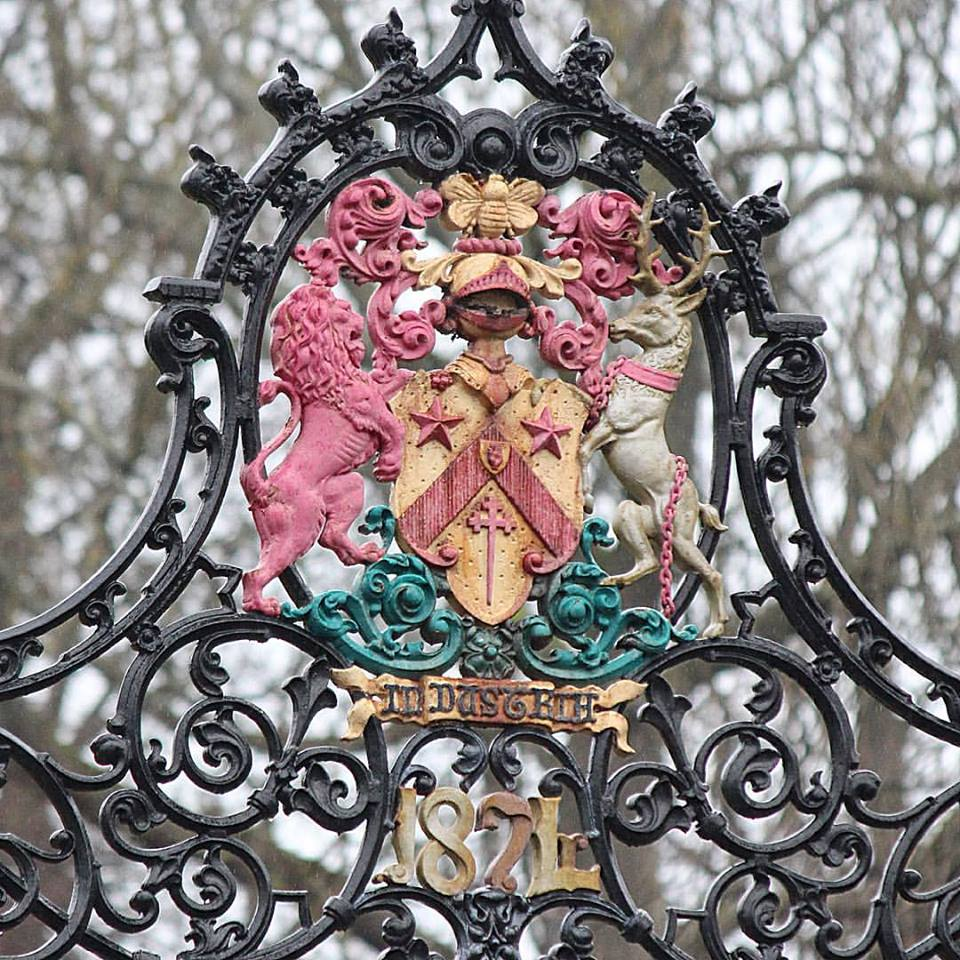
斐特思公学徽章

校徽是一只蜜蜂，因为它出现在威廉爵士纹章的顶部，而他的印章（用于信件等）也是一只蜜蜂。当授予公学徽章时，它们使用了颜色颠倒的威廉爵士的纹章。现在使用的是更现代的图像，但它仍然是相同的纹章。蜜蜂是学校校训“勤劳”的起源。它的主题突出地围绕着学校。蜂房出现在目前没有使用的学校东门和西门上。一只在石头上蜜蜂看着Malcolm公寓（1880年）和预科学校。一只大蜜蜂正对着Kimmerghame（1928年），在校长宿舍的门廊里有一只领头蜜蜂。

## 斐特思格子呢

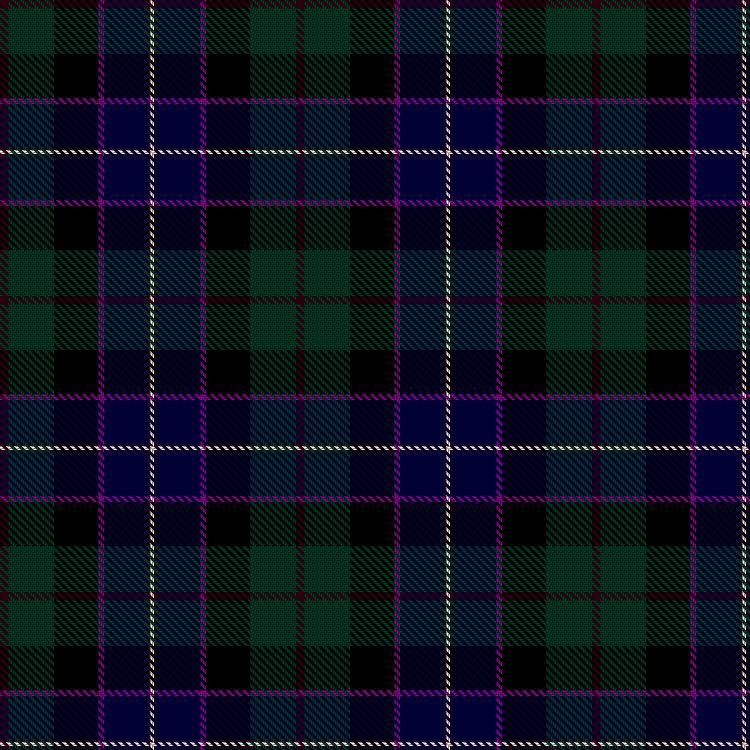
斐特思公学格子呢

1996年，在校长马尔科姆·瑟恩（Malcolm Thyne）的鼓励下，学校设计了一套格子呢。它平衡了传统的绿色、蓝色和黑色短裙的颜色，以及巧克力和洋红色的斐特思主色，加上白色条纹来增加亮度。斐特思格子呢是男孩穿的短裙，没有家庭格子呢的女孩穿的短裙。斐特思格子呢短裙的首次亮相是在1998年澳大利亚和日本的曲棍球/长曲棍球巡回赛上。

## 小说中的斐特思

#### 《政治体》（Body Politic）
保罗•约翰斯顿（Paul Johnston）的第一部犯罪小说《政治体》（Body Politic）于1997年出版，讲述的是侦探昆蒂安•达尔林普尔（Quintilian Dalrymple）的故事，故事背景设定在2020年的爱丁堡。在他的第一部犯罪小说中，他把斐特思公学（Fettes College）描述成一座废墟，在它成为毒贩的基地后，“在2009年被炸成碎片”。

#### 007特工詹姆士邦德 （James Bond）
伊恩•弗莱明（Ian Fleming）在《只活两次》（You Only Live Twice）一书中详述了詹姆斯•邦德（James Bond）的背景故事。弗莱明在书中写道，詹姆斯•邦德从伊顿公学（Eton）退学后，曾就读于父亲安德鲁•邦德（Andrew Bond）的母校斐特思公学（Fettes College）。
“这里的气氛有点加尔文主义，学术和运动标准都很严格。然而，尽管生性孤僻，他在学校里与传统上著名的体育圈建立了牢固的友谊。在他17岁离开学校时，他曾两次作为轻量级选手为学校而战，此外，他还在英国一所公立学校创办了第一个正式的柔道班。”
弗莱明的人物原型是亚历山大·格伦爵士（Sir Alexander Glen），格伦爵士于2004年去世，二战期间曾任温斯顿·丘吉尔（Winston Churchill）驻贝尔格莱德特使。
尽管弗莱明从未声称除了美国鸟类学家詹姆斯·邦德之外，还有其他任何来源可以提供邦德的名字，但在斐特思公学确实有一位真正的詹姆斯·邦德。他是一名从事特殊船只服务的蛙人，就像小说中的邦德有海军背景一样。在学校的一条主要走廊里，他的名人录被复制并裱在了第二校长办公室的门上。

#### 英国队长 （Captain Britain）
布莱恩·布洛克（Brian Braddock）后来成为漫威漫画公司（Marvel Comics）的“英国队长”（Captain Britain），相当于英国版的“美国队长”（Captain America）。在陷入困境之后，布莱恩的家庭失去了他们在社会上的地位，留下布莱恩一个孤独但有天赋的孩子，沉浸在物理学的学习中。
布莱恩天赋异禀，被选入斐特思公学，在那里他学习成绩优异。在他的父母（詹姆斯爵士和伊丽莎白夫人，Sir James and Lady Elizabeth）死于似乎是实验室事故之后，布莱恩接受了Darkmoor核研究中心的奖学金。当设施被Reaver攻击时，Brian试图通过骑摩托车逃跑来寻求帮助。尽管他在一场几乎致命的事故中撞坏了摩托车，梅林（Merlyn）和他的女儿Omniversal Guardian Roma出现在身受重伤的Brian跟前。他们给了他成为超级英雄英国队长的机会。他有两个选择：正义护身符或权力之剑。他认为自己不是战士，也不适合接受挑战，所以他拒绝使用剑，选择了护身符。这个选择把布莱恩·布洛克变成了英国队长，大不列颠群岛的冠军。

## 历届校长
斐特思公学自建校以来只有10位校长：
- 1870 – 1889            Alexander Potts
- 1890 – 1919            William Heard
- 1919 – 1945            Alec Ashcroft
- 1945 – 1958            Donald Crichton-Miller
- 1958 – 1971            Ian McIntosh
- 1971 – 1979            Anthony Chenevix-Trench
- 1979 – 1988            Cameron Cochrane
- 1988 – 1998            Malcolm Thyne
- 1998 – 2017            Michael Spens
- 2017 – 2019            Geoffrey Stanford
- 2019 – 至今             Helen Harrison

## 图库

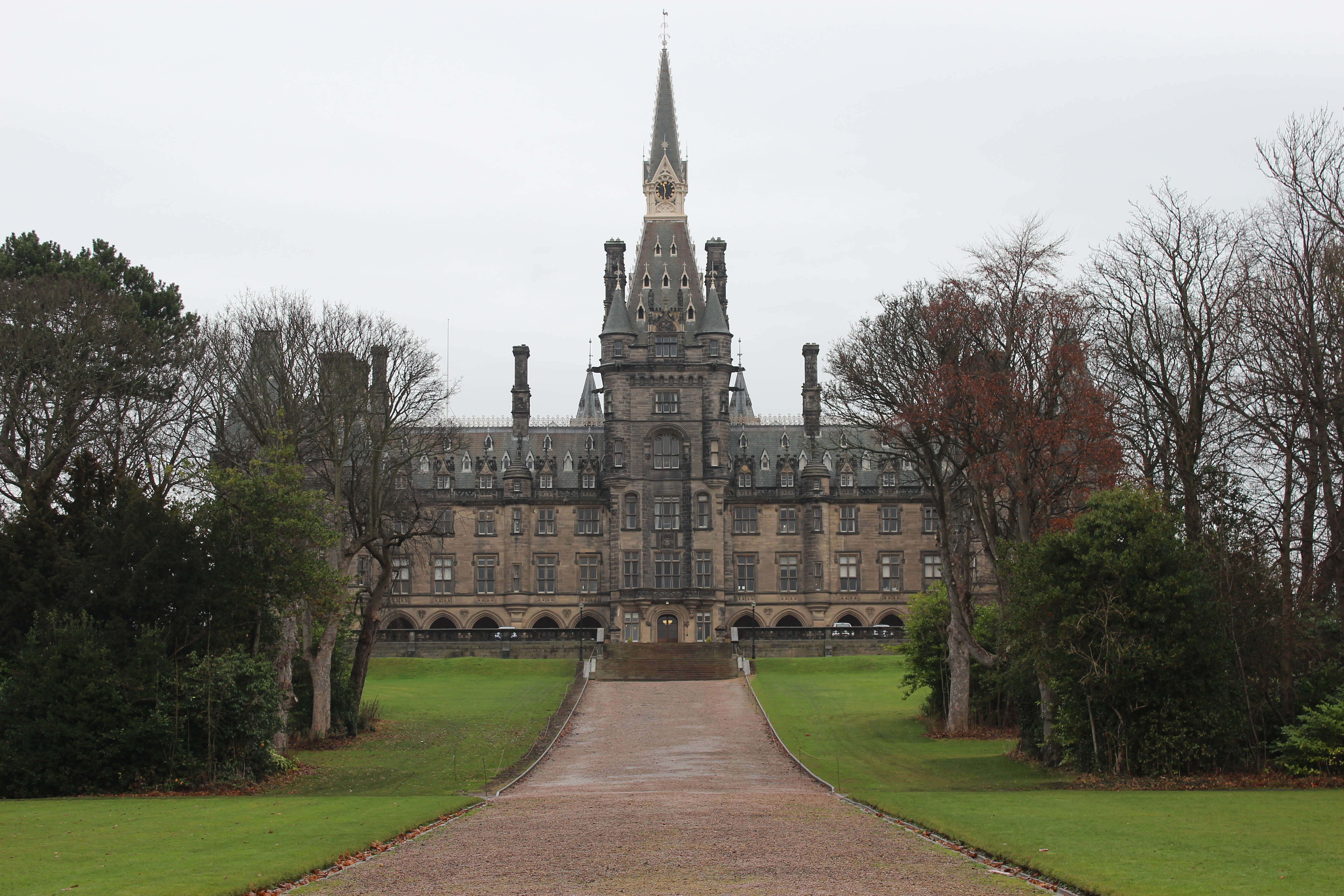
斐特思公学主楼
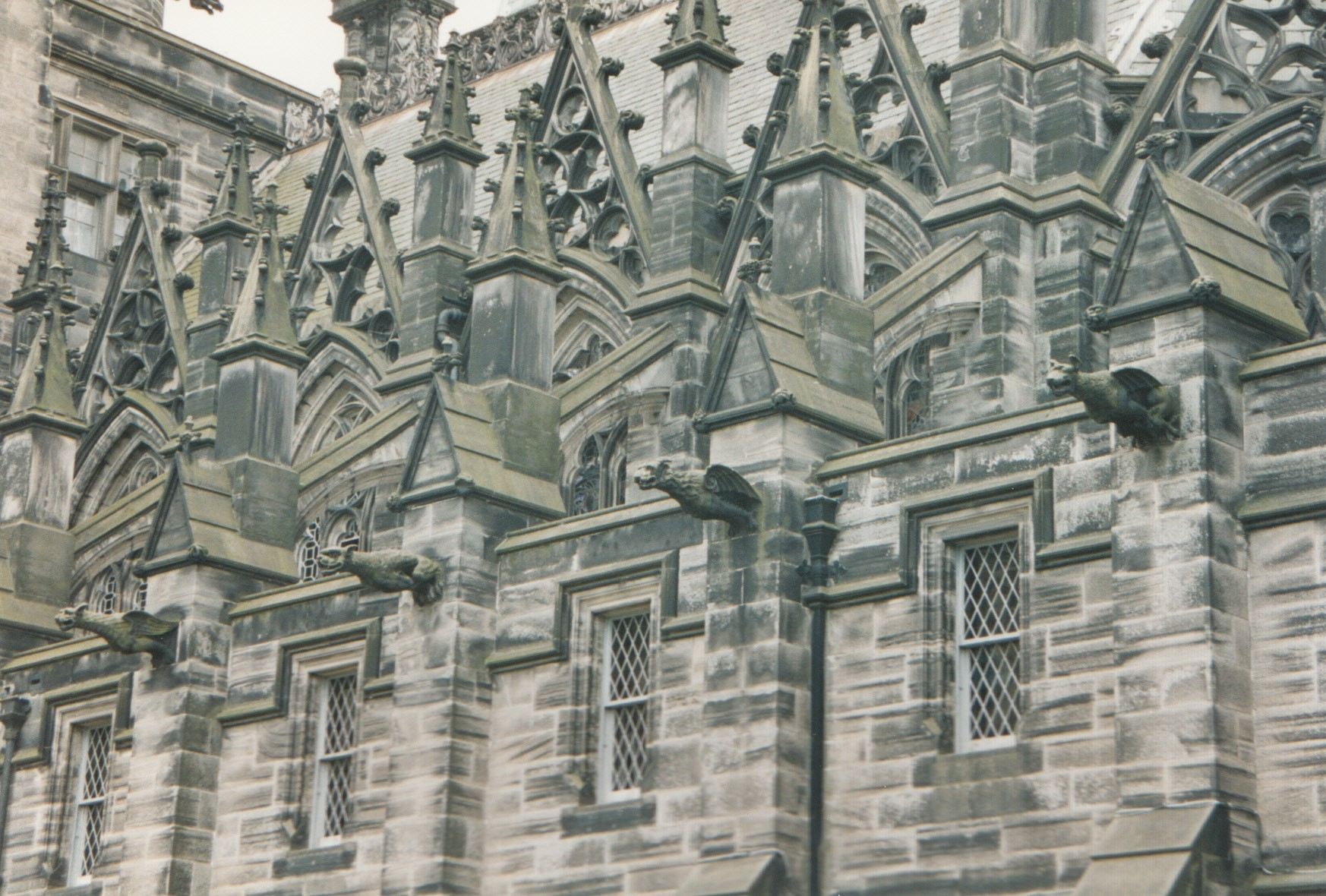
斐特思公学教堂
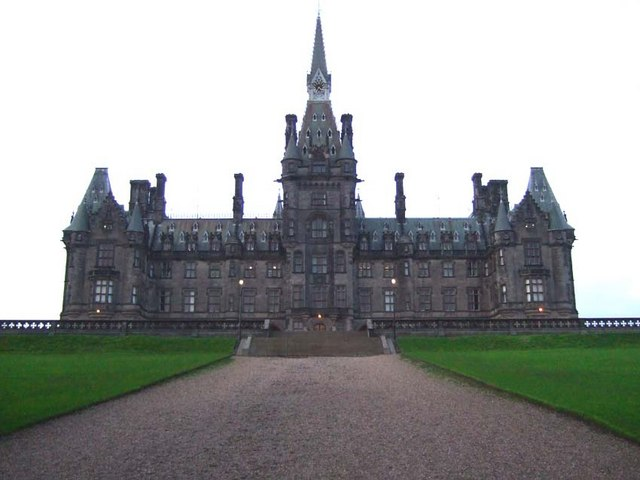
斐特思公学主建筑
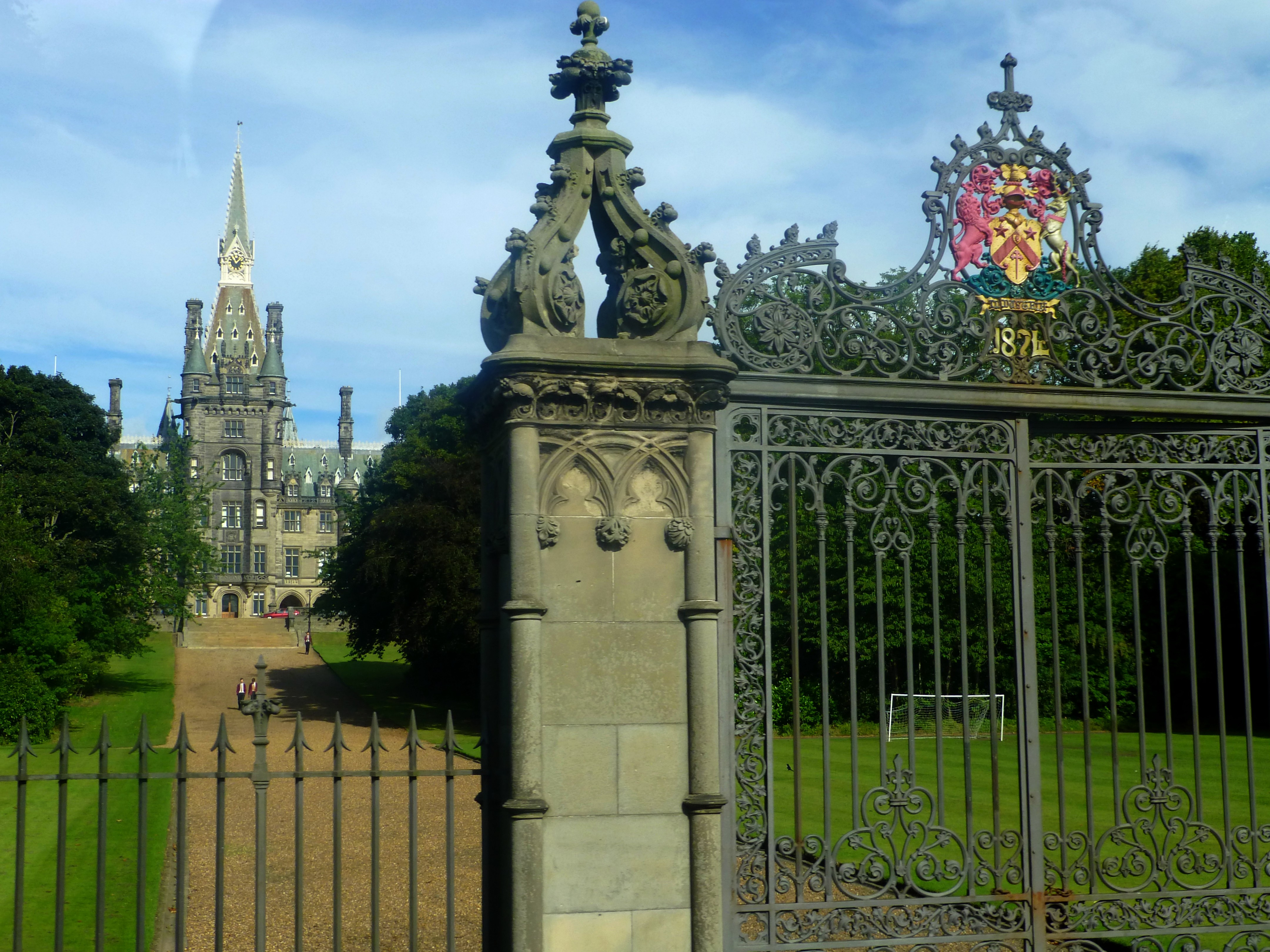
斐特思公学Kimmerghame公寓